# Sopas turreñas
Las sopas turreñas son un plato típico de la cocina jiennense. Se elabora principalmente con pan y tiene la consistencia de sopas a la que se agrega pimentón. Son muy populares en algunos municipios de la provincia de Jaén. Como es el caso del municipio de Montizón donde son muy populares. La denominación del plato podría tener su origen etimológico en la localidad de El Turro en la provincia de Granada.